# Grand Prix des Marbriers 2015
La 54e édition du Grand Prix des Marbriers a eu lieu le 25 août 2015. La course fait partie du calendrier UCI Europe Tour 2015 en catégorie 1.2. Elle fut remportée par Tim Ariesen.

## Présentation

### Équipes
Classé en catégorie 1.2 de l'UCI Europe Tour, le Grand Prix des Marbiers est par conséquent ouvert aux équipes continentales professionnelles françaises, aux équipes continentales, aux équipes nationales et aux équipes régionales et de clubs.
| Équipes continentales   | Équipes continentales | Équipes continentales |
| Nom de l'équipe         | Pays                  | Code                  |
| ----------------------- | --------------------- | --------------------- |
| CCT-Champion System     | Nouvelle-Zélande      | CCT                   |
| Differdange-Losch       | Luxembourg            | CCD                   |
| JLT Condor              | Royaume-Uni           | JLT                   |
| Jo Piels                | Pays-Bas              | CJP                   |
| ONE                     | Royaume-Uni           | ONE                   |
| Ringeriks-Kraft         | Norvège               | KRA                   |
| Roth-Škoda              | Suisse                | ROT                   |
| Roubaix Lille Métropole | France                | RLM                   |
| Seven Rivers            | Kazakhstan            | SIL                   |
| Veranclassic-Ekoï       | Belgique              | VER                   |
| Vino 4-ever             | Kazakhstan            | V4E                   |
| Vorarlberg              | Autriche              | VBG                   |

| Équipes de clubs | Équipes de clubs | Équipes de clubs |
| Nom de l'équipe  | Pays             | Code             |
| ---------------- | ---------------- | ---------------- |
|                  |                  |                  |

### Règlement de la course

#### Primes
Les vingt prix sont attribués suivant le barème de l'UCI,. Le total général des prix distribués est de 6 010 €.
| Position | 1er     | 2e      | 3e    | 4e    | 5e    | 6e    | 7e    | 8e    | 9e    | 10e à 20e |
| Prix     | 2 425 € | 1 210 € | 607 € | 305 € | 240 € | 180 € | 180 € | 118 € | 118 € | 57 €      |

## Classements

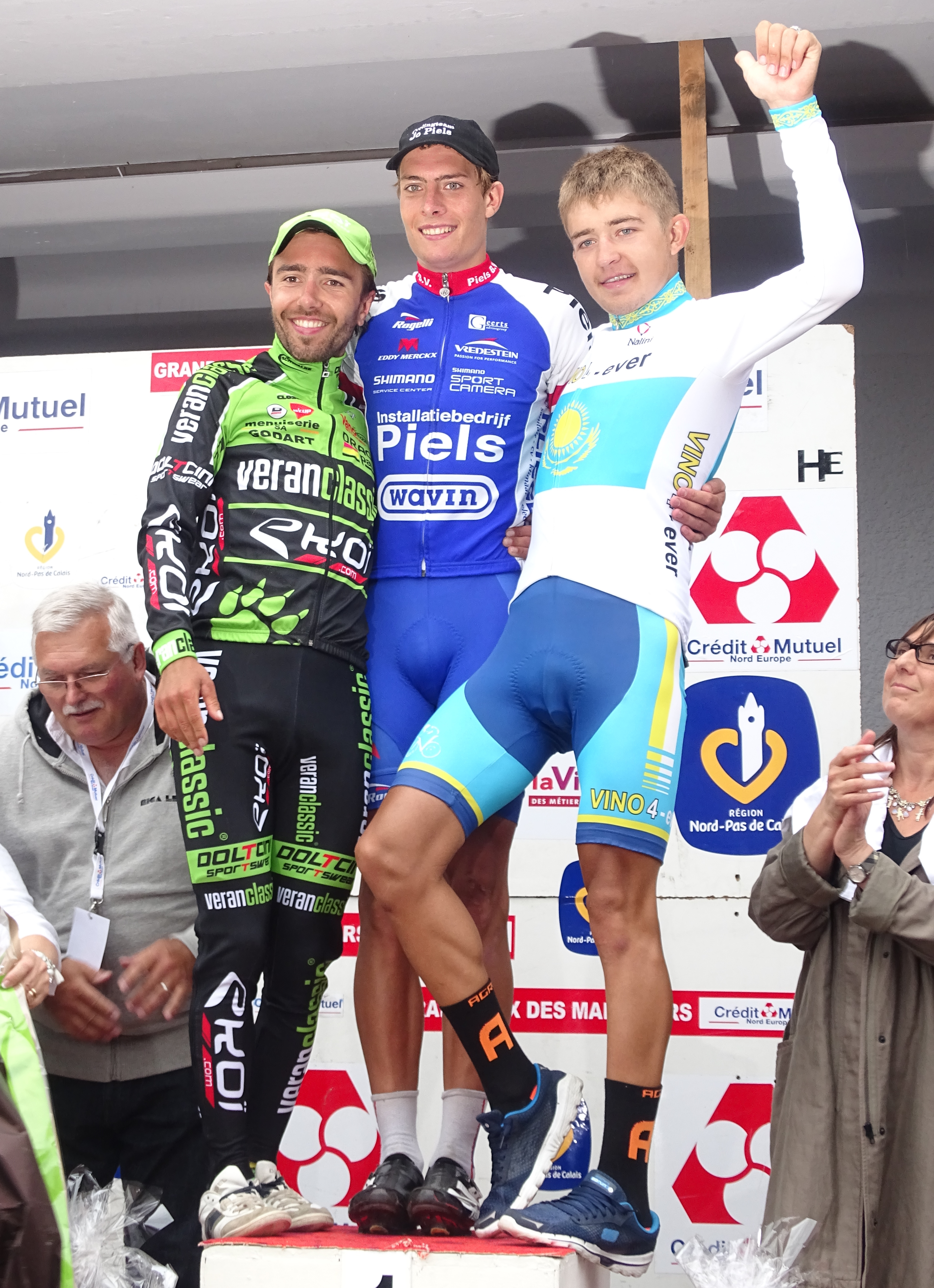
Podium de l'édition 2015 du Grand Prix des Marbriers : Serge Dewortelaer (2e), Tim Ariesen (1er) et Oleg Zemlyakov (3e).

### Classement final
| Classement final | Classement final   | Classement final | Classement final      | Classement final   |
|                  | Coureur            | Pays             | Équipe                | Temps              |
| ---------------- | ------------------ | ---------------- | --------------------- | ------------------ |
| 1er              | Tim Ariesen        | Pays-Bas         | Jo Piels              | en 3 h 41 min 12 s |
| 2e               | Serge Dewortelaer  | Belgique         | Veranclassic-Ekoï     | + 9 s              |
| 3e               | Oleg Zemlyakov     | Kazakhstan       | Vino 4-ever           | + 9 s              |
| 4e               | Alberto Cecchin    | Italie           | Roth-Škoda            | + 15 s             |
| 5e               | Kristian House     | Royaume-Uni      | JLT Condor            | + 15 s             |
| 6e               | Marcin Białobłocki | Pologne          | ONE                   | + 17 s             |
| 7e               | Artyom Zakharov    | Kazakhstan       | Seven Rivers          | + 21 s             |
| 8e               | Nicolas Baldo      | France           | Vorarlberg            | + 21 s             |
| 9e               | Tomasz Olejnik     | Pologne          | USSA Pavilly Barentin | + 32 s             |
| 10e              | Gert-Jan Bosman    | Pays-Bas         | Jo Piels              | + 1 min 33 s       |
| modifier         |                    |                  |                       |                    |

### UCI Europe Tour
Ce Grand Prix des Marbriers attribue des points pour l'UCI Europe Tour 2015, par équipes seulement aux coureurs des équipes continentales professionnelles et continentales, individuellement à tous les coureurs des équipes précitées.
| Position,          | 1er | 2e | 3e | 4e | 5e | 6e | 7e | 8e |
| Classement général | 40  | 30 | 16 | 12 | 10 | 8  | 6  | 3  |